# Muzica neoclasică New Age
În cadrul vastei mișcări a muzicii New Age, muzica neoclasică New Age este influențată de, și de asemenea uneori, bazata pe muzica baroc sau clasică timpurie,, în special din punct de vedere al melodiei și compoziției. Artistul poate oferi un aranjament modern, unei lucrări a unui compozitor consacrat sau combina elemente din stiluri clasice cu elemente moderne pentru a produce compoziții originale. Mulți artiști din cadrul acestui sub-gen sunt muzicieni instruiți clasic. Deși există o mare varietate de stiluri individuale, muzica neoclasică New Age este, în general, melodică, armonică, și instrumentală, folosind atît instrumente muzicale tradiționale, cît și instrumente electronice. Elemente neoclasice similare pot fi adesea găsite și în alte genuri în afara de muzica New Age, inclusiv muzică electronică, muzica minimalistă, post-rock și muzică neoclasică Dark Wave.
Genul neoclasic New Age poate fi identificat întorcîndu-ne la originile muzicii New Age din anii 1970. Spre exemplu, albumul “Fresh Aire”  al celor de la Mannheim Steamroller și  “Heaven and Hell” din (1975), de Vangelis,   sunt două exemple timpurii ale acestui gen. În timp ce muzica New Age a ajuns treptat tot mai mult și mai mult în a sublinia inspirația, relaxarea, spiritualitatea, și sentimentele pozitive, muzica New Age neoclasica a avut tendința să accentueze expresia artistică și estetică, folosind expresii clasice trase în principal din perioada Romantică.

## Artiști și compozitori notabili
| - Balmorhea - Blackmore's Night - Sarah Brightman - Harold Budd - Clogs - Suzanne Ciani - Heather Dale - Mychael Danna - Bill Douglas - Kyle Bobby Dunn - Ludovico Einaudi | - Chris Field - Michael Hoppé - Jóhann Jóhannsson - Michael Jones - Bradley Joseph - Peter Kater - Kevin Kern - Sandeep Khurana - Fariborz Lachini - Mannheim Steamroller - Ingram Marshall | - Mike Oldfield - E.S. Posthumus - Rachel's - Max Richter - Rondò Veneziano (G.P. Reverberi) - Nox Arcana - Paul Schwartz - Secret Garden - Øystein Sevåg - Jami Sieber - David Templeton | - Vangelis - Andreas Vollenweider - George Winston - Danny Wright - Ralph Zurmühle - Ólafur Arnalds - Morrissey - Yanni - Yuki Kajiura |

## Case de discuri notabile
- Koch Records
- Narada Productions
- Windham Hill Records